# Spina
Spina je bilo antično pristanišče ob Jadranskem morju v delti reke Pad, ki so ga ustanovili Etruščani.
Nekoč je bilo to največje pristanišče na Jadranu.